# Joseph-Julien de Lalande
Pour les articles homonymes, voir Lalande.
Joseph-Julien de Lalande est un homme politique français né le 19 mars 1742 à Mayenne (Mayenne) et décédé le 11 mai 1830 à Ernée (Mayenne).

## Biographie
Julien Joseph de Lalande est le fils de Julien Delalande, avocat en parlement et aux sièges de la ville de Mayenne, maire de Mayenne de 1765 à 1768, et de Marie Françoise Bourgeois. Marié à Marie Anne Marguerite Le Fizellier, fille de Pierre Michel Le Fizellier et de Renée Le Pescheux, Julien Édouard Delalande sera maire d'Ernée de 1832 à 1835.
Maître des eaux et forêts du duché-pairie de Mayenne sous l'Ancien régime et lieutenant de maire d'Ernée, il est député du tiers état aux États généraux de 1789 pour la sénéchaussée du Mans. Il vote le plus souvent avec la majorité.
Maire d'Ernée, il est fait chevalier de la Légion d'honneur en 1819.

## Sources
- « Joseph-Julien de Lalande », dans Adolphe Robert et Gaston Cougny, Dictionnaire des parlementaires français, Edgar Bourloton, 1889-1891 [détail de l’édition]